# Condé-sur-Vesgre
Condé-sur-Vesgre település Franciaországban, Yvelines megyében. Lakosainak száma 1264 fő (2022. január 1.). Condé-sur-Vesgre Boutigny-Prouais, Adainville, La Boissière-École, Bourdonné, Gambaiseuil, Grandchamp és Saint-Léger-en-Yvelines községekkel határos.

## Népesség
A település népességének változása:
| Lakosok száma | 1157 | 1155 | 1219 | 1205 | 1222 | 1238 | 1255 | 1250 | 1264 |
|               | 2013 | 2015 | 2016 | 2017 | 2018 | 2019 | 2020 | 2021 | 2022 |